# Нью-Йоркський технологічний інститут
Нью-Йоркський технологічний інститут (англ. New York Institute of Technology, NYIT або New York Tech) — приватний дослідницький університет, заснований у 1955 році. Має два головних кампуси в Нью-Йорку — один в Олд-Вестбері, на Лонг-Айленді та один на Мангеттені. Крім того, у нього є лабораторія досліджень кібербезпеки та лабораторія біологічних наук, біоінженерії в Олд-Вестбері, а також кампуси в Арканзасі, Китаї та Канаді.
Лабораторія комп'ютерної графіки Нью-Йоркського технологічного інституту є важливим середовищем в історії комп’ютерної графіки та анімації, оскільки засновники Pixar і Lucasfilm розпочали свої дослідження саме там.

## Опис

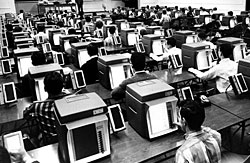
NYIT першим запровадив комп’ютери в класах, був першим, хто представив «навчальні машини» в 1950-х роках

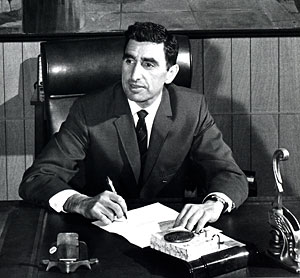
Перший президент NYIT Олександр Шуре

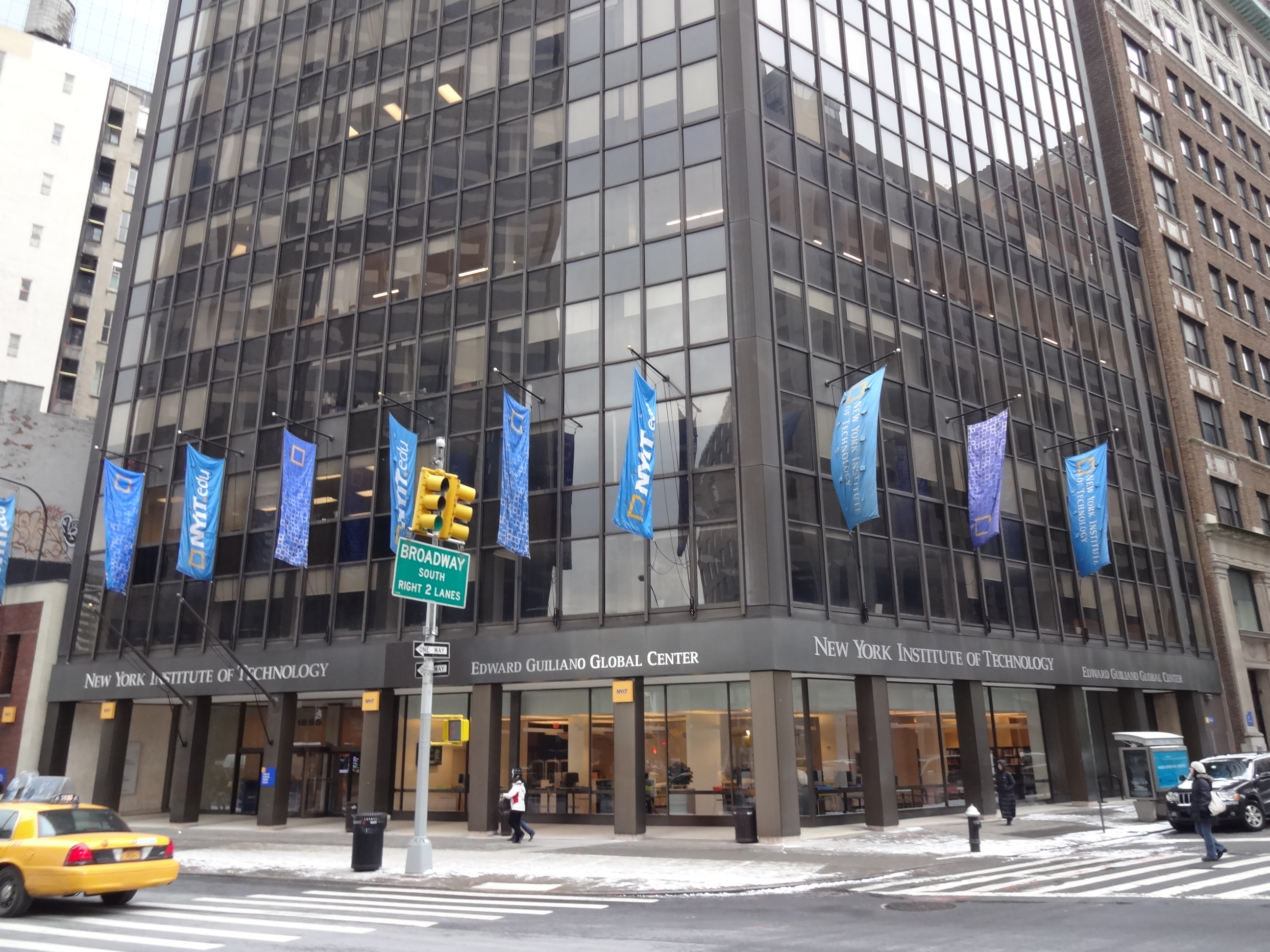
Глобальний центр Едварда Гіліано, 1855 Бродвей, Мангеттен

Нью-Йоркський технологічний інститут має п’ять шкіл і два коледжі, усі з яких зосереджені на технологіях і прикладних наукових дослідженнях: школа архітектури та дизайну, школа міждисциплінарних досліджень і освіти, школа інженерії та комп’ютерних наук, школа медичних професій, школа менеджменту, коледж мистецтв і наук і коледж остеопатичної медицини.
New York Tech пропонує повний спектр програм бакалаврату, магістра та доктора. Інститут наразі пропонує п’ять докторських програм і має плани запропонувати більше докторських програм у найближчому майбутньому. NYIT є батьківщиною повністю 3D CGI фільмів . Станом на 2020 рік два лауреати премії Тюрінга були пов’язані з університетом.

## Історія

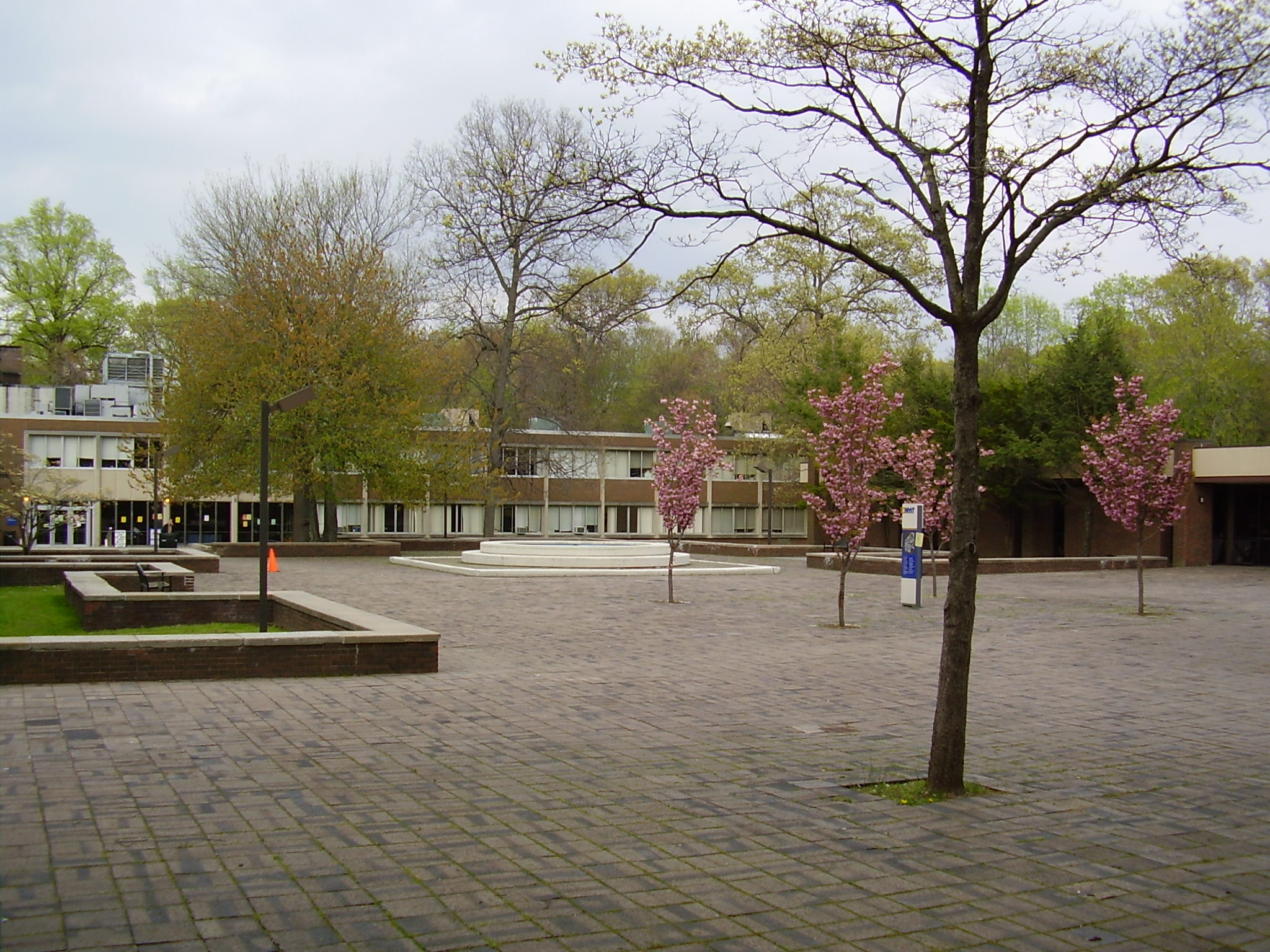
Academic Quad, кампус в Олд-Вестбері

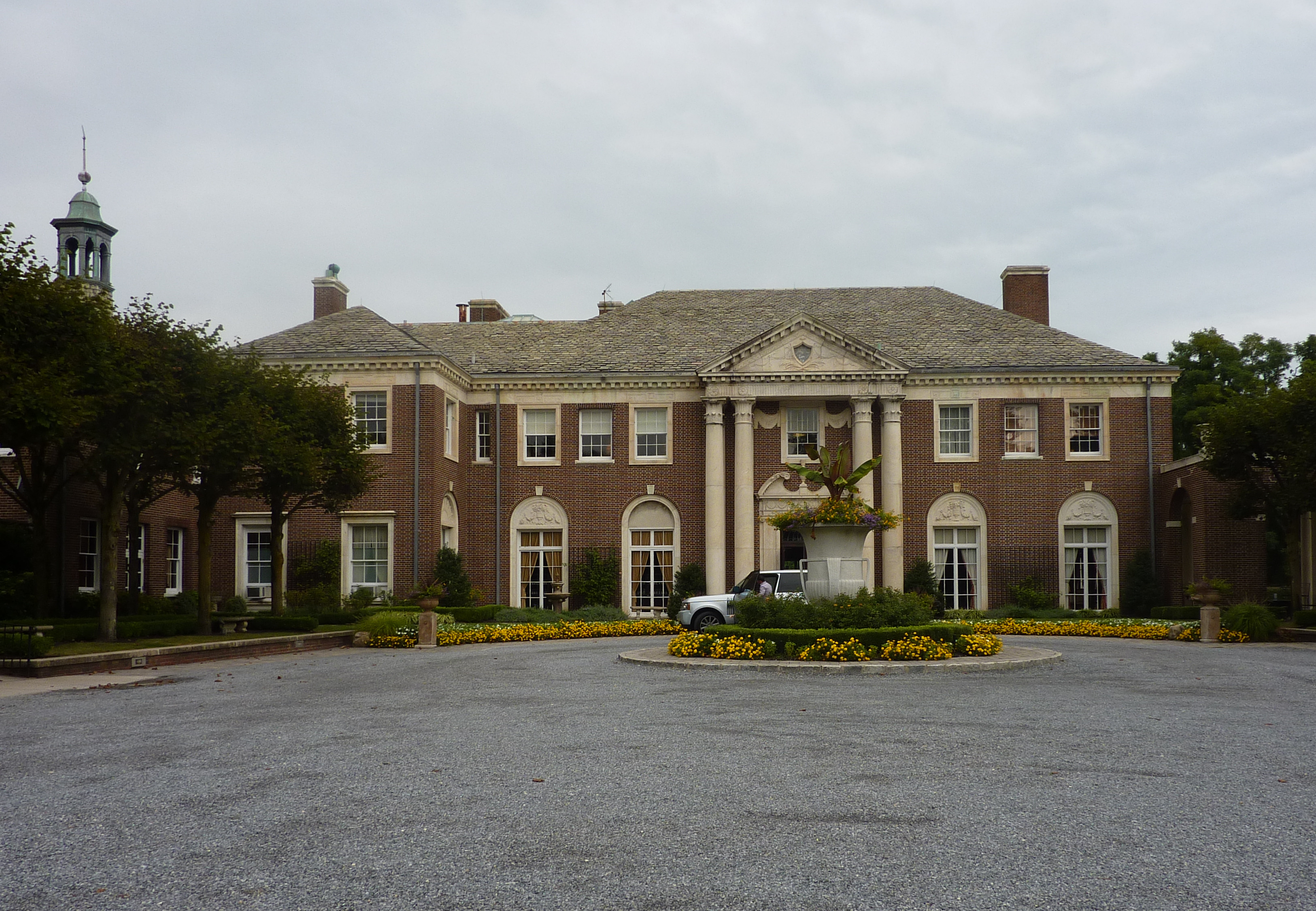
DuPont-Guest Estate, тепер відомий як DeSeversky Center кампусу в Олд Вестбері NYIT

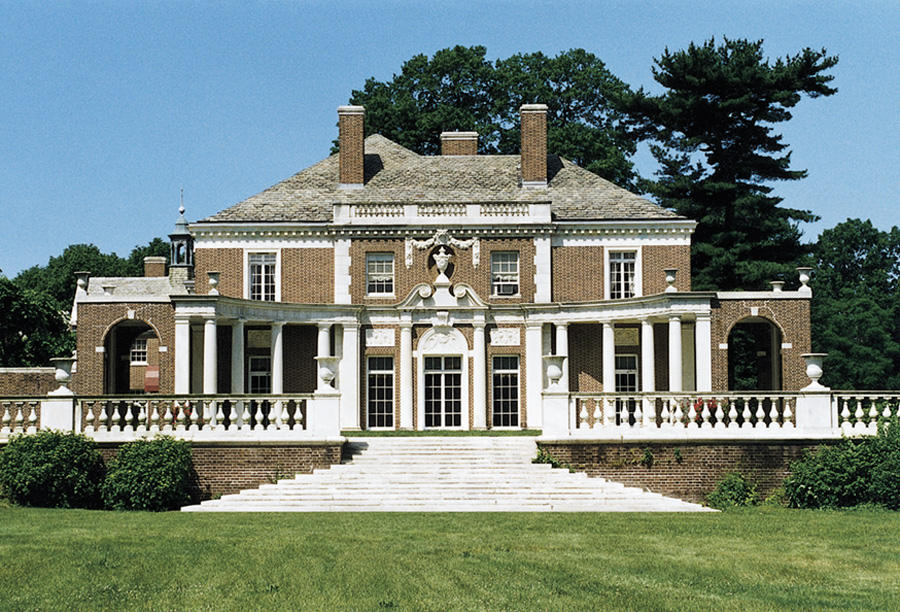
DeSeversky Mansion, на території кампусу в Олд-Вестбері

У 1955 році Нью-Йоркський технологічний інститут відкрився згідно з тимчасовим статутом, наданим NYIT Регентською радою штату Нью-Йорк. Його перший кампус відкрився за адресою 500 Pacific Street у районі Бруклін, Нью-Йорк. Засновники NYIT, зокрема Олександр Шуре, заснували NYIT з місією пропонувати професійну освіту, орієнтовану на кар’єру, надавати всім кваліфікованим студентам доступ до можливостей і підтримувати прикладні дослідження. Пізніше Шуре став першим президентом NYIT. У середовищі вищої освіти того часу виникла дискусія навколо занепокоєння, що гуманітарні науки будуть затьмарені занадто великим акцентом на науці та інженерії. Мета NYIT полягала в тому, щоб створити баланс між наукою/інженерією та гуманітарною освітою, і відтоді він зосереджується на цій моделі, щоб підготувати студентів до поточної та майбутньої кар’єри.
У 1959 році NYIT представив «навчальні машини» для навчання студентів фізиці, електроніці та математиці. NYIT також піонером використовував мейнфрейми як навчальний інструмент, отримавши свій перший, подарований CIT Financial Corporation, у 1965 році. Навчальна програма була настільки успішною, що NYIT отримав два гранти на загальну суму приблизно 3 мільйони доларів від федерального уряду – один на розробку системи індивідуального навчання за допомогою комп’ютерів; інший — розробити комп’ютерний курс із загальної фізики для мічманів у Військово-морській академії США в Аннаполісі, штат Меріленд.
У 1974 році була створена Лабораторія комп'ютерної графіки Нью-Йоркського технологічного інституту яка залучила таких людей, як: президент Pixar Animation Studios Едвін Кетмелл і співзасновник Елві Рей Сміт. Головний науковий співробітник повнометражної анімації Walt Disney Ленс Вільямс, аніматор DreamWrks Хенк Гребе і засновник Netscape і Silicon Graphics Джеймс Х. Кларк. Дослідники з Лабораторії комп’ютерної графіки Нью-Йоркського технологічного інституту створили інструменти, які зробили можливим повністю 3D-фільми CGI. Наприкінці 70-х і на початку 80-х років NYIT CG Lab вважалася найкращою групою з досліджень і розробок комп’ютерної анімації.

## Кампуси
Кампус Нью-Йоркського технологічного інституту в Олд-Вестбері, штат Нью-Йорк, розташований на площі 425 гектар. Охоплює численні суміжні колишні маєтки, розташовані на красивих лісистих пагорбах Олд-Вестбері, Нью-Йорк. Деякі з цих маєтків раніше належали членам родини Рокфеллерів.

## У масовій культурі
Кампуси NYIT були фоном для таких фільмів, як «Артур» і «Три дні Кондора», а також телевізійних шоу, зокрема «Пліткарка» та «Чотири весілля».